# Fatima Moussaoui
Fatima Moussaoui (Berkane (Marokko), 9 november 1964) is een Belgisch politica, eerst voor cdH en daarna voor PS.

## Levensloop
Moussaoui, van Marokkaanse afkomst, studeerde af als opvoedster en werd directrice van het kinderdagverblijf Méres et Femmes.
Ze ging zich tevens inzetten voor de ontplooiing van vrouwen van buitenlandse afkomst en werd politiek actief binnen de christendemocratische PSC, de voorloper van cdH, en was van 1999 tot 2011 nationaal secretaris van de partij, bevoegd voor integratie.
Voor het cdH was ze van 2004 tot 2009 lid van het Brussels Hoofdstedelijk Parlement, waar ze tot 2007 deel uitmaakte van de commissie Economische Zaken, Werkgelegenheidsbeleid en Wetenschappelijk Onderzoek. Na haar periode in het Brussels Parlement was Moussaoui tussen 2013 en 2019 particulier secretaris en later deeltijds medewerker op het kabinet van Brussels minister Céline Fremault.
Van 2012 tot 2018 was ze tevens gemeenteraadslid van Brussel, een functie die ze sinds juni 2019 opnieuw uitoefent.  In september 2020 verliet Moussaoui het cdH, omdat de partij volgens haar te conservatief geworden was. Vervolgens ging ze als onafhankelijke in de Brusselse gemeenteraad zetelen. In november 2020 sloot Moussaoui zich aan bij de PS, waarvoor ze in oktober 2024 werd herkozen tot gemeenteraadslid van Brussel.